# Ruslan Tkalenko
Ruslan Tkalenko (ukrainisch Руслан Ткаленко; * 13. November 1992) ist ein ukrainischer Biathlet.
Seine ersten internationalen Rennen bestritt Ruslan Tkalenko bei den Biathlon-Juniorenweltmeisterschaften 2012 im finnischen Kontiolahti. Ein Jahr später folgte im Januar 2013 in Otepää das Debüt im IBU-Cup, wo er bereits im ersten Rennen Punkte sammeln konnte. Kurz darauf nahm er an den Biathlon-Juniorenweltmeisterschaften 2013 in Obertilliach teil, blieb in allen Rennen jedoch ohne Medaille. Wenige Zeit später verfehlte er bei den Biathlon-Europameisterschaften 2013 in Bansko die Medaillenränge in den Einzelrennen, gewann jedoch gemeinsam mit  Julija Schurawok, Alla Hylenko und Artem Tyschtschenko die Bronzemedaille in der Mixedstaffel.
In der Saison 2013/14 bestritt er seine ersten Rennen im Biathlon-Weltcup. In Nové Město na Moravě startete er erstmals bei den Männerrennen der Biathlon-Europameisterschaften 2014. Er wurde 44. des Einzels, 56. des Sprints und mit Oleksandr Dachno, Dmytro Russinow und Witalij Kiltschyzkyj Fünfter im Staffelbewerb.

## Statistiken

### Weltcupplatzierungen
Die Tabelle zeigt alle Platzierungen (je nach Austragungsjahr einschließlich Olympische Spiele und Weltmeisterschaften).
- 1.–3. Platz: Anzahl der Podiumsplatzierungen
- Top 10: Anzahl der Platzierungen unter den ersten zehn (einschließlich Podium)
- Punkteränge: Anzahl der Platzierungen innerhalb der Punkteränge (einschließlich Podium und Top 10)
- Starts: Anzahl gelaufener Rennen in der jeweiligen Disziplin
- Staffel: inklusive Mixed- und Single-Mixed-Staffeln

| Platzierung              | Einzel | Sprint | Verfolgung | Massenstart | Staffel | Gesamt |
| ------------------------ | ------ | ------ | ---------- | ----------- | ------- | ------ |
| 1. Platz                 |        |        |            |             |         |        |
| 2. Platz                 |        |        |            |             | 1       | 1      |
| 3. Platz                 |        |        |            |             |         |        |
| Top 10                   |        |        |            |             | 3       | 3      |
| Punkteränge              | 1      | 2      | 2          |             | 10      | 15     |
| Starts                   | 9      | 23     | 6          |             | 10      | 48     |
| Stand: 31. Dezember 2021 |        |        |            |             |         |        |